# Riu Cebollatí
El riu Cebollatí (en castellà, río Cebollatí) és un dels rius més llargs de l'Uruguai, amb un curs de 235 quilòmetres. La mida de la seva àrea d'influència és de 14.085 km².

## Descripció
Neix a la Cuchilla Grande, al departament de Lavalleja, i desemboca a la Llacuna Merín. És el límit natural entre els departaments de Rocha i Treinta y Tres i és navegable per vaixells d'escàs calat des de la desembocadura d'un dels seus afluents, el riu Olimar, fins a la Llacuna Merín on desemboca.
L'octubre de 2009 s'habilita un servei gratuït de bassa per travessar el riu Cebollatí de La Charqueada (departament de Treinta y Tres) al poble de Cebollatí (departament de Rocha), construïda per la Direcció Nacional d'Hidrografia de l'Uruguai.

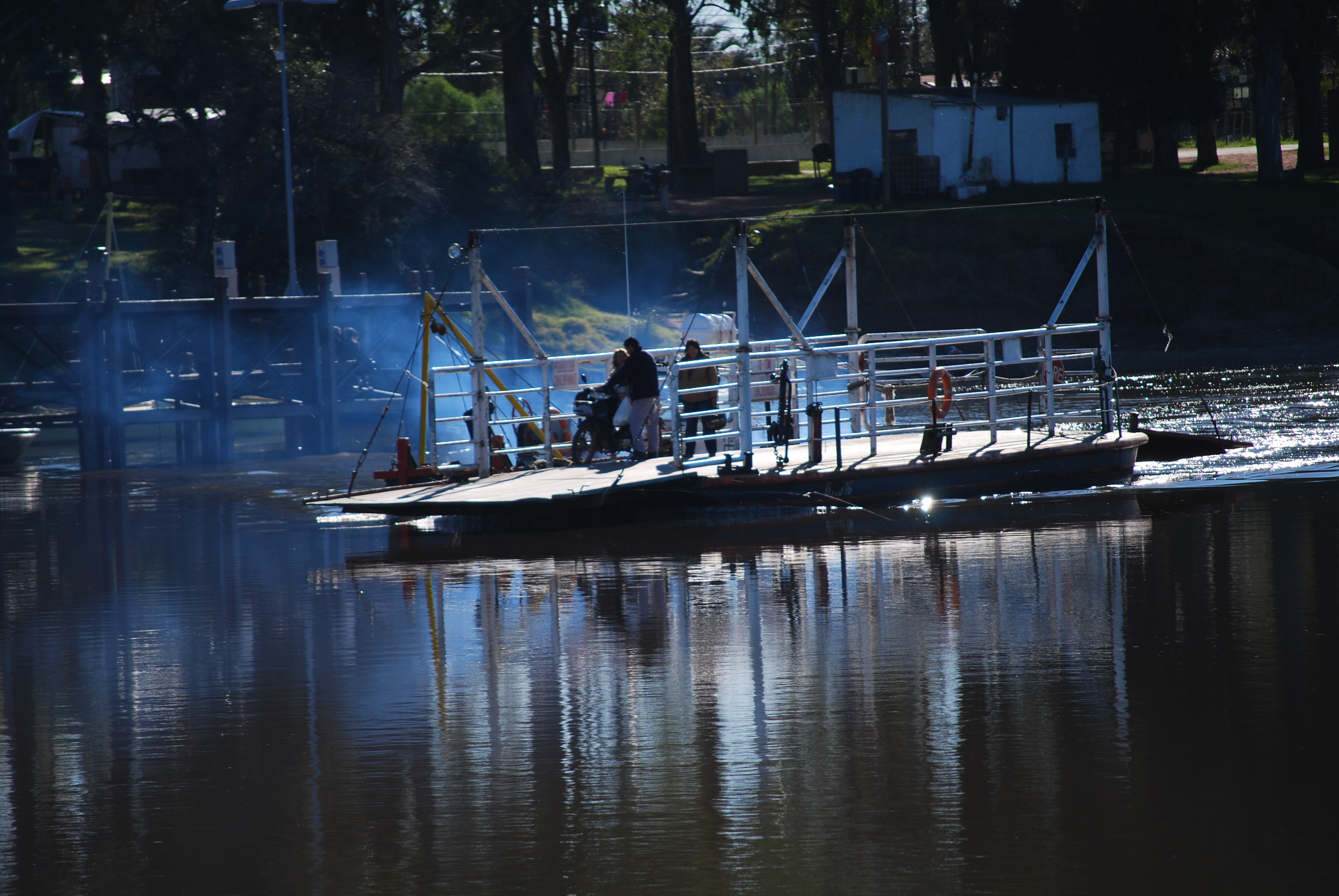
La bassa que connecta els pobles de La Charqueada i Cebollatí.